# 1224
1224 (MCCXXIV) je bilo prestopno leto, ki se je po julijanskem koledarju začelo na ponedeljek.

## Dogodki
- 6. januar - Rekonkvista: smrt almohadskega kalifa  Jusufa II. povzroči politične premike na Iberskem polotoku. V Magrebu umrlega kalifa nasledi mlajši brat Abdul-Vahid I., v Al-Andaluzu pa se za nasledstvo spopadeta guvernerja Sevilije in Kordobe. Guverner slednje naprosi za pomoč kastiljskega kralja Ferdinanda III. 1225 ↔
- 14. januar - Albižanska križarska vojna: voditelja upornikov grofa Rajmond VI. Touluški in Roger-Bernard II. Foiški zavzameta mesto Carcassonne. Voditelj križarjev Amalrik VI. Montforški, ki je primoran kapitulirati, preda pravice do svojih posesti v južni Franciji francoskemu kralju Ludviku VIII. 1225 ↔
- Bitka pri Poimanenon: Nikejsko cesarstvo, ki ga vodi cesar Ivan III. Dukas Vatac izrine Latinsko cesarstvo iz skoraj celotnega severnozahodnega kota Male Azije. Za Latinsko cesarstvo, ki je ujeto v hkratni ofenzivi med Nikejsko cesarstvo in Epirskim despotatom, je položaj brezupen. 1225 ↔
- 5. junij - Sicilski kralj Friderik Hohenstaufen na svojo pobudo ustanovi Univerzo v Neaplju. Gre za sploh prvo univerzo ustanovljeno brez privolitve in vmešavanja Cerkve. Istega leta preseli več kot 60.000 muslimanov s Sicilije in Malte v Mezzogiorno, kjer jih naseli v posameznih naseljih, največ v mesto Lucera[1] v severni Apuliji.[2] Kot rimsko-nemški cesar (Friderik II.) dovoli pregon katarov in ostalih herezij v Lombardiji.
- 1. julij - Japonska: umrlega de facto nosilca oblasti regenta Hodža Jošitokija nasledi sin Jasutoki.
- 15. julij - 3. avgust - Obleganje La Rochelleja: potem ko zaman upajo na pomoč Angležev, meščani strateškega pristaniškega mesta La Rochelle odprejo mestna vrata francoskemu kralju Ludviku VIII.

- 14. september - Frančišek Asiški prejme stigme po 40 dnevnem postu in molitvi.↓
- september → Frančiškani razširijo svojo dejavnost v Anglijo.
- 17. september - Kitajska: umrlega cesarja Južnega Songa Ningzonga nasledi cesar Lizong. Ker se novi cesar, ki mu je bil prestol zaradi dvornih spletk podarjen, ni pretirano ukvarjal s politiko, dejansko oblast vodi en od ministrov.
- Gdansk prevzame zakone[3] mesta Lübeck, čeprav ostane pod neposredno fevdalnim varstvom pomerelijskega kneza Svantopolka II.
- Meniški križarski red Livonsko bratstvo meča si podredi baltske Latgalijce.
- Umrlega irskega kralja Connachta  Cathala O'Connorja nasledi sin Aed O'Connor.
- Epirski vladar Teodor Komnen Dukas zavzame Solun in s tem konča agonijo križarskega Solunskega kraljestva. Solunski kralj Dimitrij Montferraški, ki je to leto postal polnoleten, a so mu regenti zapravili kraljevino, v izgnanstvu ohrani naziv solunskega kralja. 1230 ↔
- Horezmijski šah Džalal ad-Din se vrne v Perzijo (jugozahodni ostanek propadlega Horezmijskega cesarstva), da bi začel z obnovo po mongolskem opustošenju.  1225 ↔
- Zaradi Mongolov v porečju reke Ind, oziroma njihovih na novo vzpostavljenih tributov, delhijski sultan Iltutmiš usmeri osvajalne ambicije na vzhod v Bihar, od koder prežene bengalske mameluke. Ko delihijska vojska zapusti Bihar, se Bengalci ponovno vrnejo. 1126 ↔

## Rojstva
- 5. marec - Kinga Poljska, ogrska princesa, poljska kraljica in svetnica († 1292)
- Boleslav Pobožni, vojvoda Velikopoljske († 1279)
- Vilijem II., flandrijski grof († 1251)

## Smrti
- 6. januar - Jusuf II., almohadski kalif (* 1203)
- 1. julij - Hodžo Jošitoki, japonski regent šogunata (* 1163)
- 17. september - cesar Ningzong, dinastija Song (* 1168)
- Cathal O'Connor, irski kralj Connachta (* 1153)
- Marija Francoska, vojvodinja Brabanta (* 1198)
- Xia Gui, kitajski slikar (* 1180)